# Rai Maten (Ortsteil)
Rai Maten (Raimaten) ist ein Ortsteil der osttimoresischen Stadt Maliana im Suco Odomau (Verwaltungsamt Maliana, Gemeinde Bobonaro). Er bildet als Aldeia Rai Maten den westlichen Teil des Zentrums der Gemeindehauptstadt von Bobonaro. Östlich befindet sich Raifuns Teil Malianas, mit dem Krankenhaus der Stadt und der Feuerwehrstation. Südlich der Überlandstraße von Maliana nach Balibo liegt der Suco Holsa, zum Beispiel mit der Schule Dom Martinho da Costa Lopes. Westlich liegt der Stadtteil Guenuha’an. Im Norden liegen Reisfelder.
An der Überlandstraße befindet sich die protestantische Kirche Hosana und neben ihr, die Baustelle für Malianas katholische Herz-Jesu-Kathedrale.